# Guillaume Cizeron
Guillaume Cizeron (* 12. November 1994 in Montbrison, Rhône-Alpes) ist ein französischer Eiskunstläufer, der im Eistanz startete. Zusammen mit Gabriella Papadakis wurde er 2022 Olympiasieger und zudem fünfmal Weltmeister und Europameister im Eistanz. Seit dem Ende seiner Wettbewerbskarriere ist Cizeron als Choreograph tätig.

## Karriere

### Anfänge im Eiskunstlauf
Guillaume Cizeron war fast acht Jahre alt, als er mit dem Eiskunstlauf begann. Im Alter von neun Jahren begann als Eistänzer mit der ein halbes Jahr jüngeren Gabriella Papadakis zu trainieren. Zu Anfang trainierten sie bei Papadakis’ Mutter.

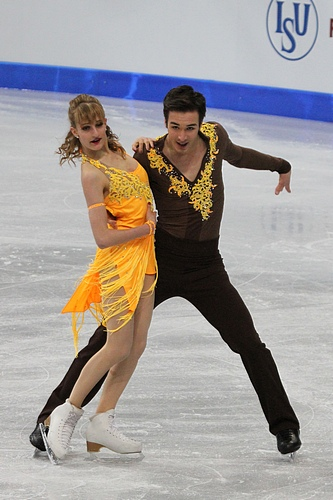
Cizeron bei den Juniorenweltmeisterschaften 2012

Das junge Paar Papadakis/Cizeron gewann dreimal die französischen Juniorenmeisterschaften. In der Saison 2009/10 nahmen sie erstmals am Junior Grand Prix sowie an den Juniorenweltmeisterschaften teil. Im folgenden Jahr gewannen sie mit dem 3. Platz beim Junior Grand Prix in Österreich ihre erste internationale Medaille als Junior-Paar. In der Saison 2012/13 gewannen sie Goldmedaillen in beiden Wettbewerben des Junior Grand Prix und zogen damit ins Finale ein, in dem sie die Silbermedaille gewannen. Auch bei den Juniorenweltmeisterschaften 2013 gewannen sie Silber. Im letzten Jahr ihrer Junior-Karriere trainierten sie bei Muriel Zazoui und Romain Haguenauer. Catherine Papadakis, die sie seit ihrer Kindheit trainiert hatte, blieb ihre Choreografin.

### 2013–2018
Ab der Saison 2013/14 nahmen Papadakis/Cizeron an den Französischen Meisterschaften teil. In ihrem ersten Jahr gewannen sie Silber hinter Nathalie Péchalat/Fabian Bourzat und qualifizierten sich damit erstmals für die Europa- und Weltmeisterschaften, die sie auf dem 15. bzw. 13. Platz beendeten.
2014 zog das Paar nach Montreal. Ihr Trainer Romain Haguenauer hatte beschlossen, dorthin zu ziehen und in die Eistanzakademie von Marie-France Dubreuil und Patrice Lauzon einzusteigen. Um weiterhin bei ihm trainieren zu können, folgten ihm Papadakis und Cizeron. Sie trainierten von da an bis zum Ende ihrer Karriere bei Haguenauer, Dubreuil und Lauzon.

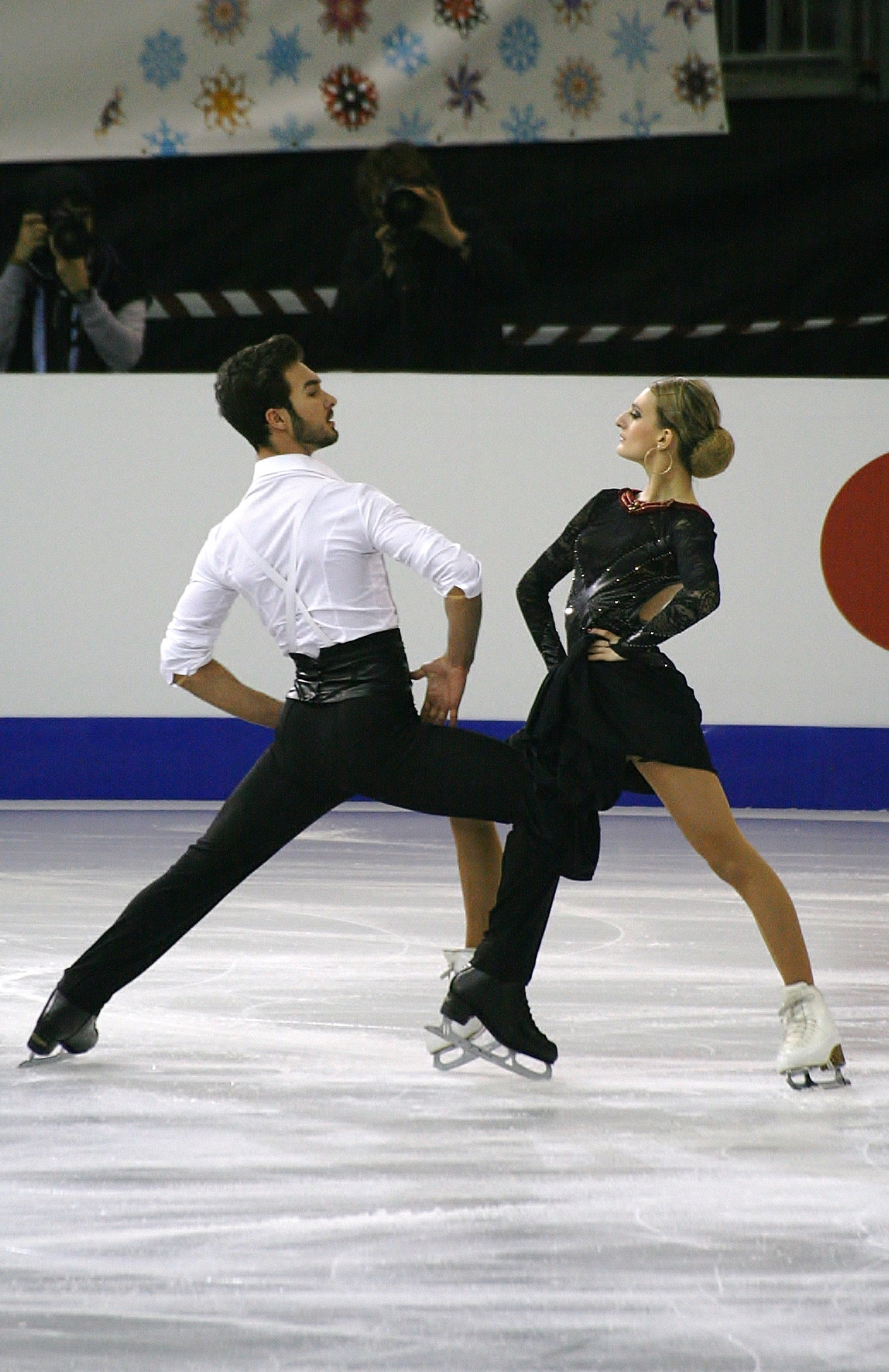
Cizeron beim Grand-Prix-Finale 2014

Die Ergebnisse des Paares verbesserten sich 2014/15 im Vergleich zur Vorsaison drastisch. 2015 gewannen sie erstmals den französischen Meistertitel, den sie von da an – mit Ausnahme der Meisterschaft 2021, an der sie nicht teilnehmen konnten – durchgehend verteidigten.
Sie erhielten erstmals zwei Einladungen in die ISU-Grand-Prix-Serie. Sie gewannen beide Wettbewerbe und qualifizierten sich dadurch für das Grand-Prix-Finale, in dem sie die Bronzemedaille gewannen.

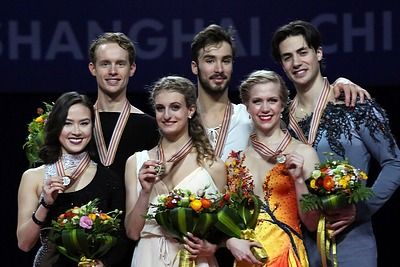
Cizeron mit seiner ersten Goldmedaille bei einer WM (2015)

Bei der Europameisterschaft in Stockholm gewannen Papadakis/Cizeron überraschend den Titel. Dabei distanzierten sie die amtierenden Europameister Anna Cappellini und Luca Lanotte um 8,45 Punkte. Auch bei der Weltmeisterschaft in Shanghai gelang ihnen das Kunststück, bereits bei ihrer zweiten Teilnahme Weltmeister zu werden. Sie verwiesen hierbei das US-amerikanische Paar Madison Chock und Evan Bates auf die Plätze, obwohl sie nach dem Kurztanz noch auf dem vierten Rang gelegen hatten. Papadakis/Cizeron waren die jüngsten Weltmeister im Eistanz seit 49 Jahren.
Im August 2015 erlitt Gabriella Papadakis bei einem Trainingsunfall eine schwere Gehirnerschütterung, worauf sie anhaltende Probleme beim Gehen und Sprechen bekam. Das Eistanzpaar musste daraufhin seine Teilnahme an der Grand-Prix-Saison absagen. Bei den französischen Meisterschaften traten die beiden erstmals wieder an und verteidigten ihren Titel. Gleiches gelang ihnen auch 2016 bei der Europameisterschaft in Bratislava und der Weltmeisterschaft in Boston. Bei ihrer Weltmeisterschaftskür brachen die Franzosen den Punkteweltrekord von Meryl Davis und Charlie White und verbesserten ihn auf 118,17 Punkte.
In der Grand-Prix-Serie 2016/17 gewannen sie die Goldmedaille beim Grand Prix de France, aber unterlagen dem kanadischen Paar Tessa Virtue und Scott Moir in der NHK Trophy sowie im Finale. Auch bei den Weltmeisterschaften 2017 gewannen sie Silber hinter Virtue/Moir. Bei den Europameisterschaften konnten sie ihren Titel zum zweiten Mal verteidigen.

### Erste Olympische Spiele

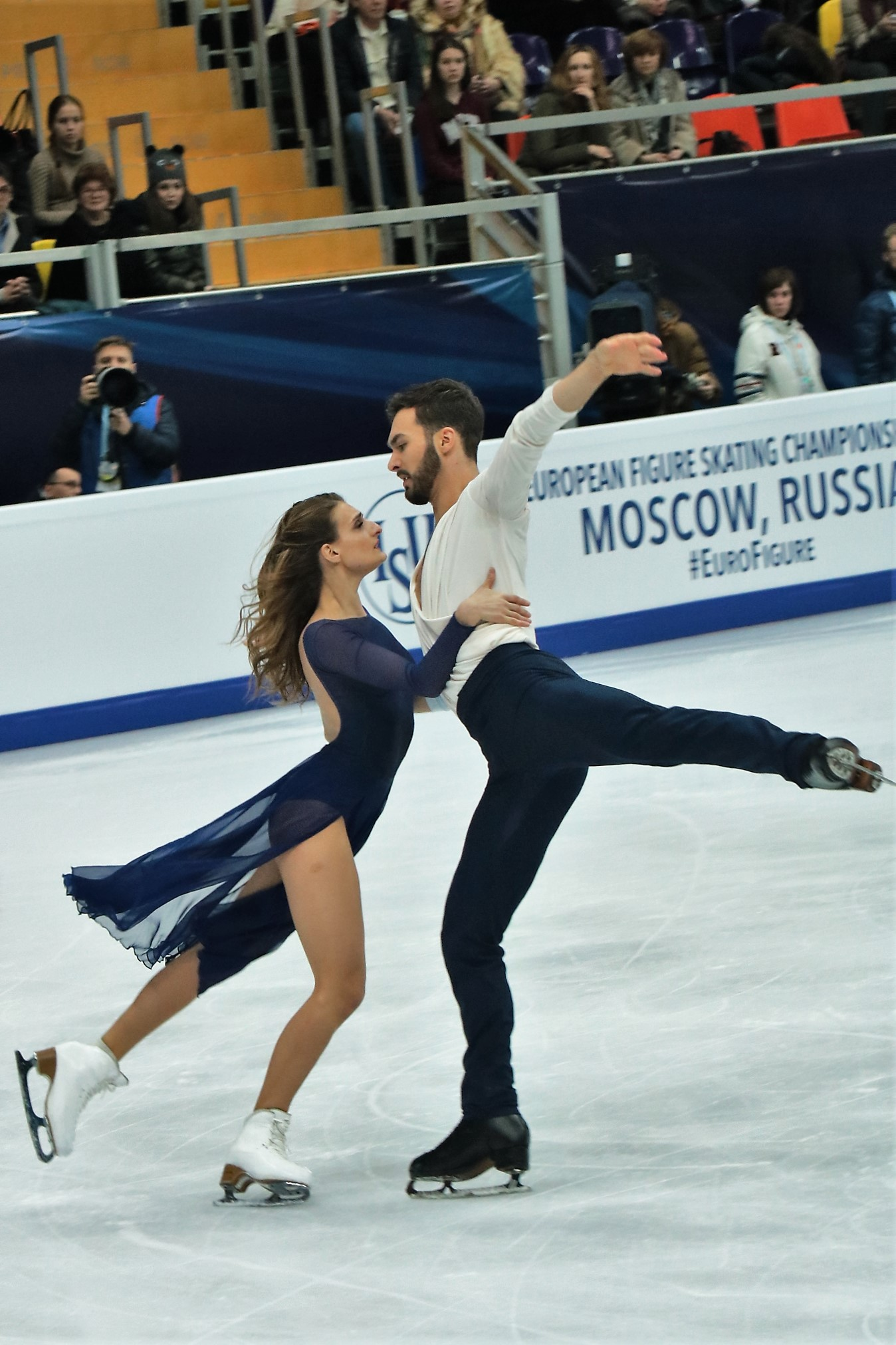
Cizeron bei der EM 2018

Für die Saison ihrer ersten Olympia-Qualifikation traten Papadakis und Cizeron mit einem Kurztanz zu einem Remix der Lieder Shape of You und Thinking Out Loud von Ed Sheeran und einer Kür zu Beethovens Mondscheinsonate an. Die Choreografien dazu stammten von Christopher Dean und Marie-France Dubreuil.
Bis zu den Olympischen Spielen kamen Papadakis und Cizeron unbesiegt durch die Saison: Sie gewannen die Französischen Meisterschaften, beide Grand-Prix-Wettbewerbe sowie das Grand-Prix-Finale, in dem sie zum ersten Mal im direkten Wettbewerb ihre Hauptkonkurrenz Virtue/Moir übertreffen konnten, und die Europameisterschaften. Bei ihren drei Grand-Prix-Wettbewerben durchbrachen sie als erstes Tanzpaar die Schallmauer von 200 Punkten.

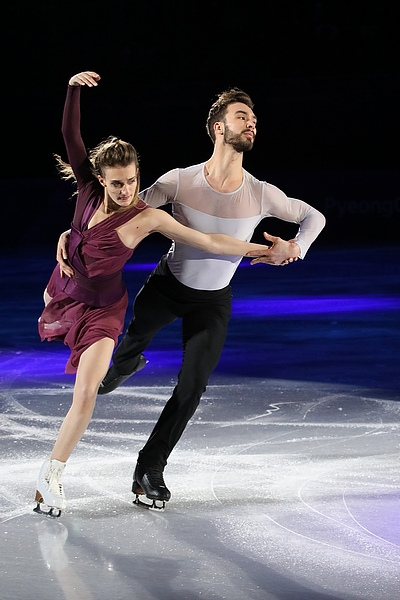
Cizeron bei der Gala der Olympischen Winterspiele 2018

Bei den Olympischen Winterspielen 2018 gewannen Papadakis/Cizeron die Silbermedaille in einem außerordentlich knappen Ergebnis hinter dem kanadischen Paar Virtue/Moir. Ihr Kurztanz war von einem Kostümfehler überschattet: Der Träger von Papadakis’ Kleid hatte sich gelöst, ein Missgeschick, das die Darbietung des Paars erschwerte. Nach dem Kurztanz lagen Papadakis/Cizeron knapp hinter Virtue/Moir. Im Kürtanz erhielten sie zwar die höchste Wertung von 123,35 Punkten. In der Gesamtwertung erreichten sie dennoch mit einem halben Punkt Abstand hinter Virtue/Moir den zweiten Platz.
Bei den darauffolgenden Weltmeisterschaften 2018 gewannen Papadakis/Cizeron ihren dritten Titel, wobei sie in beiden Wettbewerbssegmenten neue Weltrekorde aufstellten.

### 2018–2021

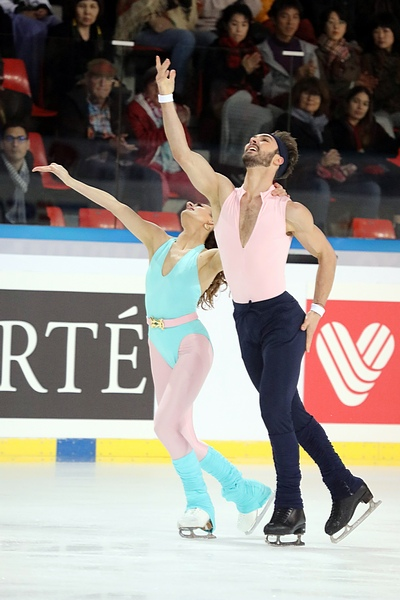
Cizeron beim Grand Prix in Frankreich, 2019

In der Saison 2018/19 mussten Papadakis und Cizeron sich von der NHK Trophy zurückziehen, da sich Cizeron kurz zuvor eine Verletzung zugezogen hatte. So hatten sie nicht die Möglichkeit, sich für das Grand-Prix-Finale zu qualifizieren. Bei den Europa- und Weltmeisterschaften konnten sie ihre Titel verteidigen.
2019/20 gewannen Papadakis/Cizeron erneut Gold im Grand-Prix-Finale. Bei den Europameisterschaften gewannen sie Silber mit einem äußerst knappen Abstand von 0,14 Punkten hinter dem russischen Paar Sinizina/Kazalapow. Die Weltmeisterschaften 2020 wurden aufgrund der COVID-19-Pandemie abgesagt.
In der Saison 2020/21, in der zahlreiche Wettbewerbe abgesagt wurden, traten Papadakis/Cizeron nicht international an.

### Zweite Olympische Spiele und Karriereende
Für ihre zweite olympische Saison wählten Papadakis und Cizeron einen Rhythmustanz zu Made to Love von John Legend und eine Kür zu Musik von Gabriel Fauré. In den Rhythmustanz nahmen sie Elemente des Waacking auf. Dazu arbeiteten sie sechs Monate lang mit der auf diesen Stil spezialisierten Choreografin Axelle Munezero zusammen.
Mit der Finlandia Trophy 2021 startete das Paar nach seiner pandemiebedingten Pause wieder in den Wettbewerb. Sie gewannen dort sowie in ihren beiden Grand-Prix-Wettbewerben Gold und wären für das Grand-Prix-Finale qualifiziert gewesen, das jedoch aufgrund des Aufkommens der Omikron-Variante des SARS-CoV-2-Virus kurzfristig abgesagt wurde. Papadakis/Cizeron verteidigten erneut ihren Titel bei den Französischen Meisterschaften. Ihre Teilnahme an den Europameisterschaften 2022 sagten sie ab, um sich nicht kurz vor den Olympischen Spielen der Gefahr einer Covid-Infektion auszusetzen.
Bei den Olympischen Winterspielen 2022 in Peking gelangen dem Paar zwei fehlerfreie Programme. Im Rhythmustanz konnte das Paar mit einer neuen persönlichen Bestleistung von 90,83 Punkten seinen eigenen Weltrekord übertreffen. Papadakis/Cizeron führten nach dem Rhythmustanz und konnten ihre Platzierung in der Kür erhalten. Sie gewannen die Goldmedaille vor Sinizina/Kazalapow und dem US-amerikanischen Paar Hubbell/Donohue.
Die Weltmeisterschaften 2022 fanden in Montpellier statt. Papadakis/Cizeron gewannen mit einem deutlichen Abstand von über 7 Punkten ihre fünfte und letzte Goldmedaille bei einer Weltmeisterschaft. Cizeron bezeichnete diesen Auftritt vor einem begeisterten französischen Publikum als einen Höhepunkt ihrer Karriere. Papadakis freute sich, das Podium mit den befreundeten Paaren Hubbell/Donohue und Chock/Bates zu teilen, mit denen sie seit Jahren gemeinsam trainierten: Am Ende sei Freundschaft das, was bleibt.
Nach den Weltmeisterschaften in Montpellier erklärte das Paar zunächst, eine Pause vom Wettbewerb zu machen und über weitere Zukunftsoptionen nachzudenken. Sie traten weiterhin gemeinsam in Eisshows auf, unter anderem bei Holiday on Ice. Im Dezember 2024 gaben Gabriella Papadakis und Guillaume Cizeron bekannt, nicht zum Wettbewerb zurückzukehren. „Wir hätten uns keine erfolgreichere Karriere erträumen können,“ sagten sie in ihrer gemeinsamen Erklärung. Von nun an würden sie getrennte Wege gehen.

### Weitere Karriere als Schauläufer und Choreograf

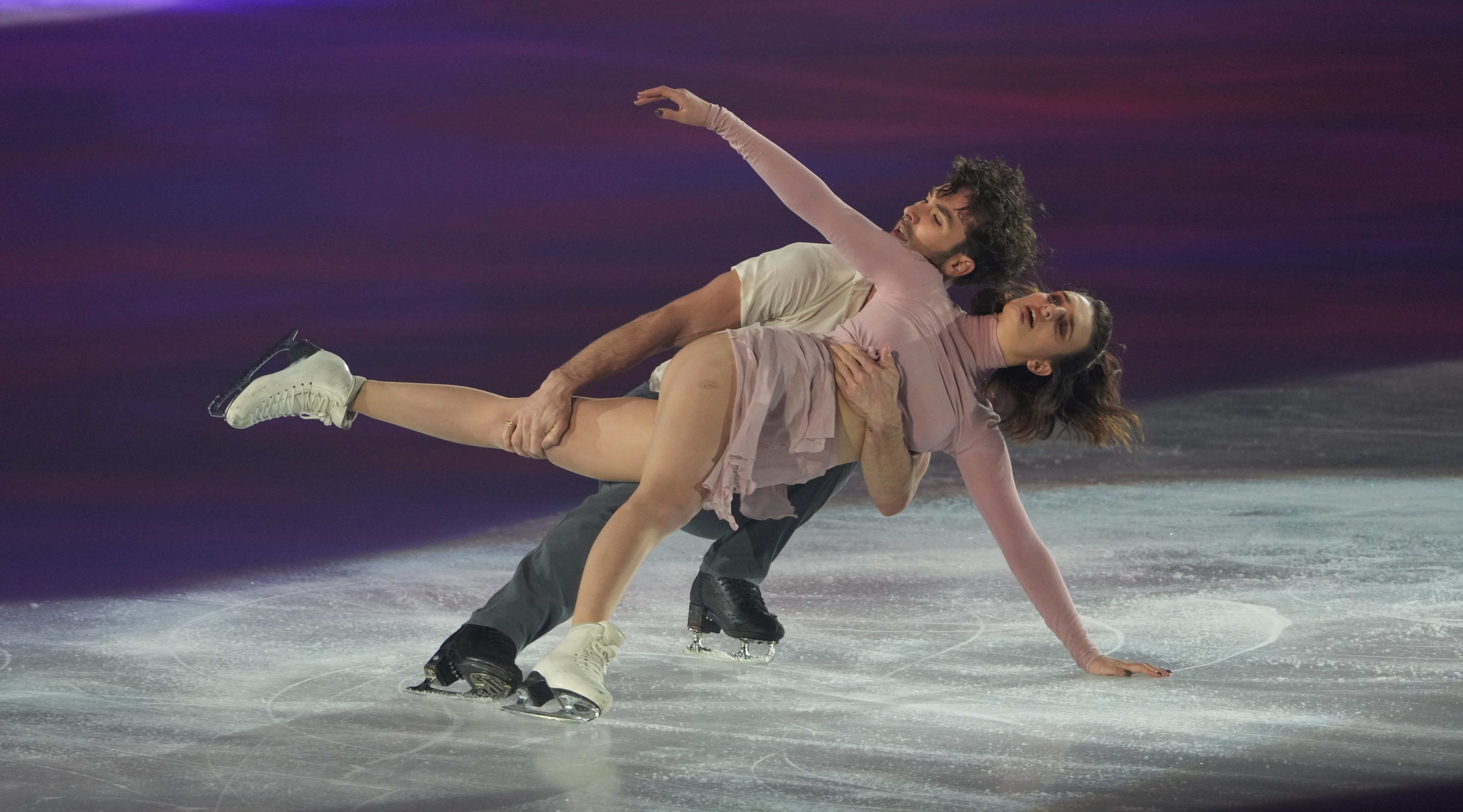
Papadakis und Cizeron bei Art on Ice 2024

Bis 2024 trat Cizeron mit Papadakis in Eisshows auf.
Schon während seiner aktiven Wettbewerbskarriere war Cizeron als Choreograph tätig, unter anderem für Vanessa James/Eric Radford.
In der Saison 2024/25 war er unter anderem Choreograf für das französische Eistanzpaar Evgeniia Lopareva/Geoffrey Brissaud, Laurence Fournier Beaudry/Nikolaj Sørensen und Shun Satō.

## Privates
Guillaume Cizerons Vater Marc Cizeron war der Präsident des Vereins Auvergne-Clermont Danse sur glace, in dem Papadakis und Cizeron als Kinder trainierten.
Nach seinem Schulabschluss zog Cizeron nach Lyon, wo er ein Kunststudium begann; später wechselte er in den Studiengang Marketing.
Im Mai 2020 machte Cizeron seine Homosexualität mit Fotos seines Partners publik. Von da an war er immer wieder homophoben Anfeindungen ausgesetzt. 2021 sah sich die Internationale Eislaufunion zu einer Untersuchung derartiger Vorfälle veranlasst, nachdem ein russischer Juror in Zweifel gezogen hatte, dass Cizeron in der Lage sei, eine Verbindung zu seiner Tanzpartnerin aufzubauen. Er bezeichnete die Performance des Paars als „kalt“ und Cizerons sexuelle Orientierung als den Grund dafür. Der französische Eislaufverband legte Protest ein und bezeichnete den Kommentar als transparenten Versuch, im Vorfeld der Olympischen Spiele das französische Eistanzpaar zu diskreditieren.

## Ergebnisse
Im Eistanz zusammen mit Gabriella Papadakis:
| Wettbewerb / Jahr                                          | 2014  | 2015  | 2016  | 2017  | 2018  | 2019  | 2020  | 2021  | 2022  |
| ---------------------------------------------------------- | ----- | ----- | ----- | ----- | ----- | ----- | ----- | ----- | ----- |
| Olympische Winterspiele                                    |       |       |       |       | 2.    |       |       |       | 1.    |
| Weltmeisterschaften                                        | 13.   | 1.    | 1.    | 2.    | 1.    | 1.    | A     | Z     | 1.    |
| Europameisterschaften                                      | 15.   | 1.    | 1.    | 1.    | 1.    | 1.    | 2.    |       | Z     |
| Französische Meisterschaften                               | 2.    | 1.    | 1.    | 1.    | 1.    | 1.    | 1.    | Z     | 1.    |
| Grand-Prix-Wettbewerb / Saison                             | 13/14 | 14/15 | 15/16 | 16/17 | 17/18 | 18/19 | 19/20 | 20/21 | 21/22 |
| Grand-Prix-Finale                                          |       | 3.    |       | 2.    | 1.    |       | 1.    |       | A     |
| Cup of China                                               |       | 1.    |       |       | 1.    |       |       |       |       |
| Cup of Russia                                              | 7.    |       |       |       |       |       |       |       |       |
| Gran Premio d’Italia                                       |       |       |       |       |       |       |       |       | 1.    |
| NHK Trophy                                                 |       |       | Z     | 2.    |       |       | 1.    |       |       |
| Trophée Eric Bompard                                       | 5.    | 1.    | Z     | 1.    | 1.    | 1.    | 1.    | A     | 1.    |
| A = abgesagter Wettbewerb; Z = vom Wettkampf zurückgezogen |       |       |       |       |       |       |       |       |       |